# Eremophila appressa
Eremophila appressa är en flenörtsväxtart som beskrevs av Chinnock. Eremophila appressa ingår i släktet Eremophila och familjen flenörtsväxter. Inga underarter finns listade i Catalogue of Life.